# Cittadinanza digitale
Per cittadinanza digitale si intende l'unione tra l'educazione civica e l'educazione digitale, quindi da un lato la formazione ai propri diritti e doveri come cittadini e dall'altro la consapevolezza che le azioni che si effettuano on-line e off-line hanno un impatto nel presente e nel futuro per sé stessi e per gli altri.

## Carta della cittadinanza digitale
Oggi il tema della cittadinanza digitale diventa di primaria importanza perché il livello dei servizi pubblici - in termini di qualità, fruibilità, accessibilità e tempestività - dipende dalla condizione “tecnologica” di chi ne usufruisce: la disparità di trattamento dei cittadini è direttamente proporzionale alla loro capacità di accedere alla rete. Da qui deriva la stretta correlazione con le problematiche legate al divario digitale e alla necessità, per i cittadini, di acquisire le competenze digitali necessarie per esercitare i propri diritti.
Per cercare di risolvere le sopraccitate problematiche, il 7 agosto 2015 è stata pubblicata la carta della cittadinanza digitale: una legge delega nella quale si elencano alcuni principi fondamentali che aiuteranno il processo di ammodernamento della Pubblica Amministrazione e che garantiranno nuovi diritti ai cittadini. Questi principi riguardano:
- la riduzione della necessità dell'accesso fisico agli uffici pubblici attraverso la digitalizzazione di dati, documenti e servizi;
- la definizione di livelli minimi di prestazioni facendo rientrare così la digitalizzazione dei servizi nella Costituzione[3];
- la definizione di requisiti minimi per la Pubblica Amministrazione riguardanti l'ambito digitale;
- modifiche al Sistema Pubblico di Connettività (SPC);
- modifiche per favorire l'uniformità del Sistema Pubblico di Identità Digitale (SPID);
- creazione del domicilio digitale;
- ottimizzazione della spesa per la digitalizzazione.[2]

## Cultura della democrazia
Il Consiglio d’Europa definisce una panoramica delle competenze di cui i cittadini hanno bisogno per partecipare efficacemente ad una cultura della democrazia. Queste competenze non sono innate, ma devono essere apprese e praticate; l’educazione gioca un ruolo chiave.
Educare i cittadini digitali richiede un approccio completo che abbracci diversi aspetti, dall'infondere valori di inclusione e uguaglianza, alla promozione di atteggiamenti prosociali e alla formazione di abilità pratiche.
Il modello proposto dal Consiglio d’Europa presenta le competenze per una cultura della democrazia organizzate in quattro grandi domini: valori, atteggiamenti, abilità, conoscenza e comprensione critica.

### Valori
Il dominio dei valori si riferisce a tutti quei principi e ideali collettivi e condivisi che mirano al riconoscimento ed al rispetto di ciascun individuo. Si possono declinare in:
- Democrazia, giustizia, spirito civico
- Equità, uguaglianza e stato di diritto
- Diversità culturale
- Dignità umana e diritti dell’uomo

### Atteggiamenti
Descrivono il modo in cui ogni individuo si dispone e si presenta alla collettività in base al proprio carattere. Gli atteggiamenti individuati dal Consiglio d'Europa per una efficace cultura della democrazia sono:
- Spirito civico
- Apertura all'alterità culturale e a credenze, visioni del mondo e pratiche diverse
- Senso di efficacia personale
- Tolleranza dell'ambiguità
- Responsabilità, rispetto

### Abilità
Per una valida cultura della democrazia è fondamentale acquisire, praticare ed aggiornare costantemente alcune abilità, quali:
- Ascolto e osservazione
- Empatia e cooperazione
- Flessibilità e adattabilità
- Competenze linguistiche e comunicative
- Apprendimento autonomo
- Capacità di analisi e pensiero critico
- Risoluzione dei conflitti

### Conoscenza e comprensione critica
Nella società ed in particolare nella comunità digitale, gli individui vivono costantemente interconnessi. Affinché queste relazioni siano positive e benefiche per lo sviluppo e la crescita di tutti e di ciascuno, è necessario riflettere su conoscenza e comprensione critica:
- Di sé stessi
- Della lingua e della comunicazione
- Del mondo: politica, diritto, diritti umani, cultura e culture, religioni, storia, media, economia, ambiente, sostenibilità

## Competenze
Dalle competenze per una cultura della democrazia sono stati definiti 10 domini di competenza digitale, che sono alla base del concetto globale di cittadinanza digitale. Questi 10 domini si suddividono in 3 grandi tematiche: essere online, netiquette, diritti online.
Essere online
- Accesso e inclusione: la possibilità di accesso all’ambiente digitale comprende sia le competenze legate all’uso degli strumenti digitali, sia le abilità necessarie ad una partecipazione aperta a tutte le minorità o alle opinioni diverse.[6]
- Apprendimento e creatività: l’apprendimento all’interno degli ambienti digitali richiede, per tutta la vita, di sviluppare il desiderio di apprendere e la capacità di esprimere diverse forme di creatività con l’aiuto di differenti strumenti. Questo presuppone di acquisire le competenze necessarie per affrontare, con fiducia e spirito di innovazione, le sfide sollevate dall’abbondanza di tecnologie nelle nostre società.
- Educazione ai media e all’informazione: si apprende attraverso l’educazione e attraverso scambi costanti con l’ambiente che ci circonda. Non è sufficiente, per esempio, “saper utilizzare” i media o “tenersi al corrente” dei cambiamenti del digitale. Un cittadino digitale deve mantenere una mente critica che gli permette di agire e di essere utile alla sua comunità.

Netiquette
- Etica ed empatia: comportarsi e interagire online in modo rispettoso richiede di riconoscere e comprendere i sentimenti e i punti di vista degli altri. L'empatia è fondamentale per avere interazioni positive e sfruttare al meglio le opportunità del mondo digitale.[7]
- Salute e benessere: è importante conoscere i fattori che influenzano il benessere online, come l’ergonomia, la postura, le dipendenze da uso eccessivo di dispositivi digitali.
- Presenza e comunicazioni online: per avere una buona presenza e interazioni online, servono qualità personali e sociali. È importante saper comunicare e interagire nei social media, gestendo i propri dati e le proprie tracce digitali.

Diritti online
- Partecipazione attiva: i cittadini devono avere competenze digitali per prendere decisioni responsabili e partecipare attivamente alla cultura democratica.
- Diritti e responsabilità: i cittadini digitali, come quelli del mondo fisico, hanno diritti e responsabilità. Hanno diritto a privacy, sicurezza, accesso, inclusione e libertà di espressione. Tuttavia, devono anche rispettare l'etica e l'empatia per garantire un ambiente digitale sicuro e responsabile per tutti.
- Privacy e sicurezza: preservare la privacy significa proteggere le proprie e altrui informazioni online, garantendo la sicurezza e consapevolezza delle proprie azioni. Bisogna imparare a gestire le informazioni e la sicurezza su Internet usando filtri, password, antivirus e firewall.
- Consapevolezza del consumatore: su Internet, nei social network e in altri spazi virtuali, siamo spesso sia cittadini digitali che consumatori. Per mantenere la propria autonomia digitale, è importante capire la realtà commerciale online e le sue implicazioni.

### Competenze degli attori coinvolti
La cittadinanza digitale è un concetto ampio e complesso che richiede un impegno collettivo per essere efficacemente implementato. Tutti i cittadini devono essere coinvolti attivamente nello sviluppo della cittadinanza digitale; è fondamentale per garantire una partecipazione consapevole e responsabile nella società del futuro.
La famiglia, le istituzioni scolastiche, le comunità educative, il mondo del lavoro, la società civile: ognuno, secondo le proprie peculiarità, gioca un ruolo cruciale in questo processo di innovazione; la cittadinanza democratica e responsabile comporta diritti e doveri che devono essere esercitati sia nella vita reale che nel mondo online.
Il Consiglio d'Europa li esplicita secondo queste categorie:
Studenti
- Formarsi e prendersi cura di sé
- Organizzare una partecipazione autentica
- Acquisire autonomia sviluppando le proprie competenze

Genitori
- Partecipare al dibattito su Internet e sulla cittadinanza
- Aiutare i propri figli ad cogliere le conseguenze sociali e interpersonali di ciò che fanno online
- Comunicare regolarmente con i propri figli e con le scuole

Insegnanti
- Aggiornarsi sull’uso degli strumenti digitali
- Essere formati per trasmettere e saper valutare le competenze necessarie per una cultura della democrazia
- Ripensare il proprio ruolo nell'era digitale

Dirigenti scolastici
- Definire la propria politica riguardo a Internet secondo buone pratiche condivise
- Decidere, con il coinvolgimento di genitori, insegnanti, alunni, amministratori, e membri del consiglio scolastico, l'utilizzo delle informazioni e delle tecnologie digitali in classe in modo sicuro, legale ed etico

Universitari
- Fare ricerca educativa e didattica inerente alla cittadinanza digitale e sviluppare risorse di progettualità

Operatori del settore privato
- Cooperare per responsabilizzare gli utenti e garantire la tutela dei minori
- Sviluppare un approccio multi-stakeholder e di condivisione delle responsabilità
- Rimodulare le condizioni d'uso del digitale per favorirne l’accessibilità

Operatori della società civile
- Essere in grado di proporre nuove linee guida per sviluppare un’educazione efficace alla cittadinanza digitale

Comunità educative
- Progettare sistemi di educazione formale, non formale e informale volti a sviluppare le competenze digitali[10]

Autorità di regolamentazione e di controllo
- Garantire, nell'ambito delle proprie competenze, il rispetto dei diritti dei minori
- Incoraggiare attivamente gli enti educativi a formare i cittadini all'era digitale[12]

Autorità nazionali e internazionali
- Promuovere i diritti fondamentali e i valori democratici attraverso strutture di governance multipartecipativa